# Боровиця (Березинський район)
Боровиця (біл. вёска Баравіца) — село в складі Березинського району Мінської області, Білорусь. Село підпорядковане Мачеській сільській раді, розташоване в східній частині області.